# Liste der Biografien/Gum
Liste der Biografien |
Portal Biografien |
Personensuche
# |
A |
B |
C |
D |
E |
F |
G |
H |
I |
J |
K |
L |
M |
N |
O |
P |
Q |
R |
S |
T |
U |
V |
W |
X |
Y |
Z |
?
 
Ga |
Gb |
Gc |
Gd |
Ge |
Gf |
Gh |
Gi |
Gj |
Gk |
Gl |
Gm |
Gn |
Go |
Gp |
Gq |
Gr |
Gs |
Gu |
Gv |
Gw |
Gy |
Gz
 
Gua |
Gub |
Guc |
Gud |
Gue |
Guf |
Gug |
Guh |
Gui |
Guj |
Guk |
Gul |
Gum |
Gun |
Guo |
Gup |
Gur |
Gus |
Gut |
Guu |
Guv |
Guw |
Guy |
Guz
Die Liste der Biografien führt alle Personen auf, die in der deutschsprachigen Wikipedia einen Artikel haben. Dieses ist eine Teilliste mit 202 Einträgen von Personen, deren Namen mit den Buchstaben „Gum“ beginnt.

## Gum
- Gum, Christoph (* 1976), deutscher Basketballspieler
- Gum, Colin Stanley (1924–1960), australischer Astronom

### Gumb
- Gumbau, Gerard (* 1994), spanischer Fußballspieler
- Gumbel, Abraham (1852–1930), deutscher Bankier und Kriegskritiker
- Gümbel, Albert (1866–1931), deutscher Archivar
- Gumbel, Bryant (* 1948), US-amerikanischer Journalist und Sportkommentator
- Gümbel, Carl Wilhelm von (1823–1898), deutscher Geologe
- Gumbel, David Heinz (1906–1992), israelischer Silberschmied
- Gumbel, Emil Julius (1891–1966), deutscher Mathematiker und politischer PublizistEmil Julius Gumbel (1891–1966)

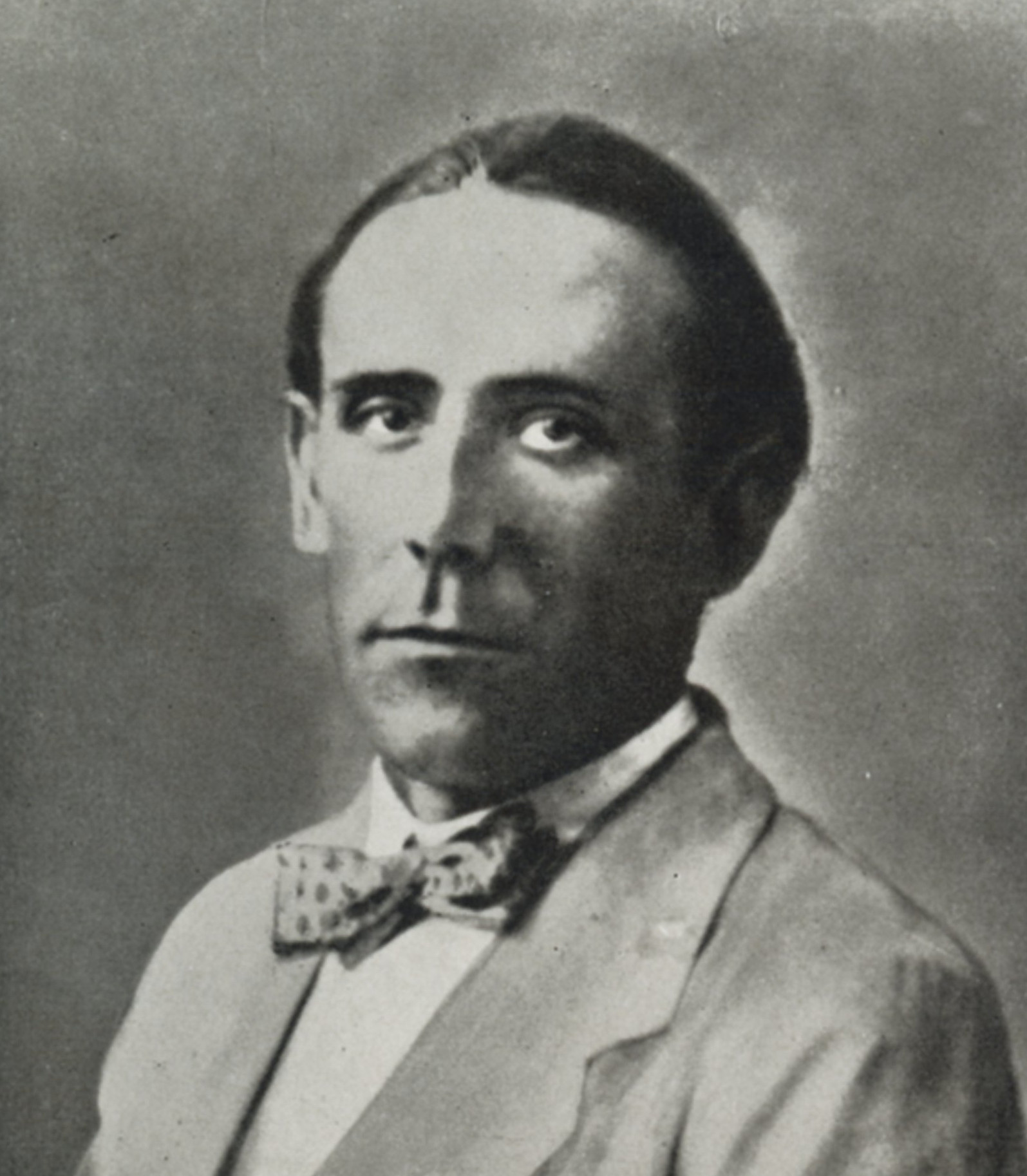
Emil Julius Gumbel (1891–1966)

- Gumbel, Erich (1908–1994), deutsch-israelischer Psychoanalytiker
- Gümbel, Eva (* 1964), deutsche Politikerin (GAL), MdHB
- Gumbel, Hermann (1901–1941), deutscher Germanist und Hochschullehrer
- Gümbel, Karl (1888–1970), deutscher Generalleutnant im Zweiten Weltkrieg
- Gumbel, Karl (1909–1984), deutscher Verwaltungsbeamter und Staatssekretär
- Gumbel, Konrad (1886–1962), deutscher Politiker (SPD), MdL
- Gümbel, Ludwig (1874–1923), deutscher Schiffbauingenieur und Hochschullehrer
- Gümbel, Martin (1923–1986), deutscher Komponist und Musikpädagoge
- Gumbel, Nicky (* 1955), britischer anglikanischer Priester, Referent und BuchautorNicky Gumbel (* 1955)

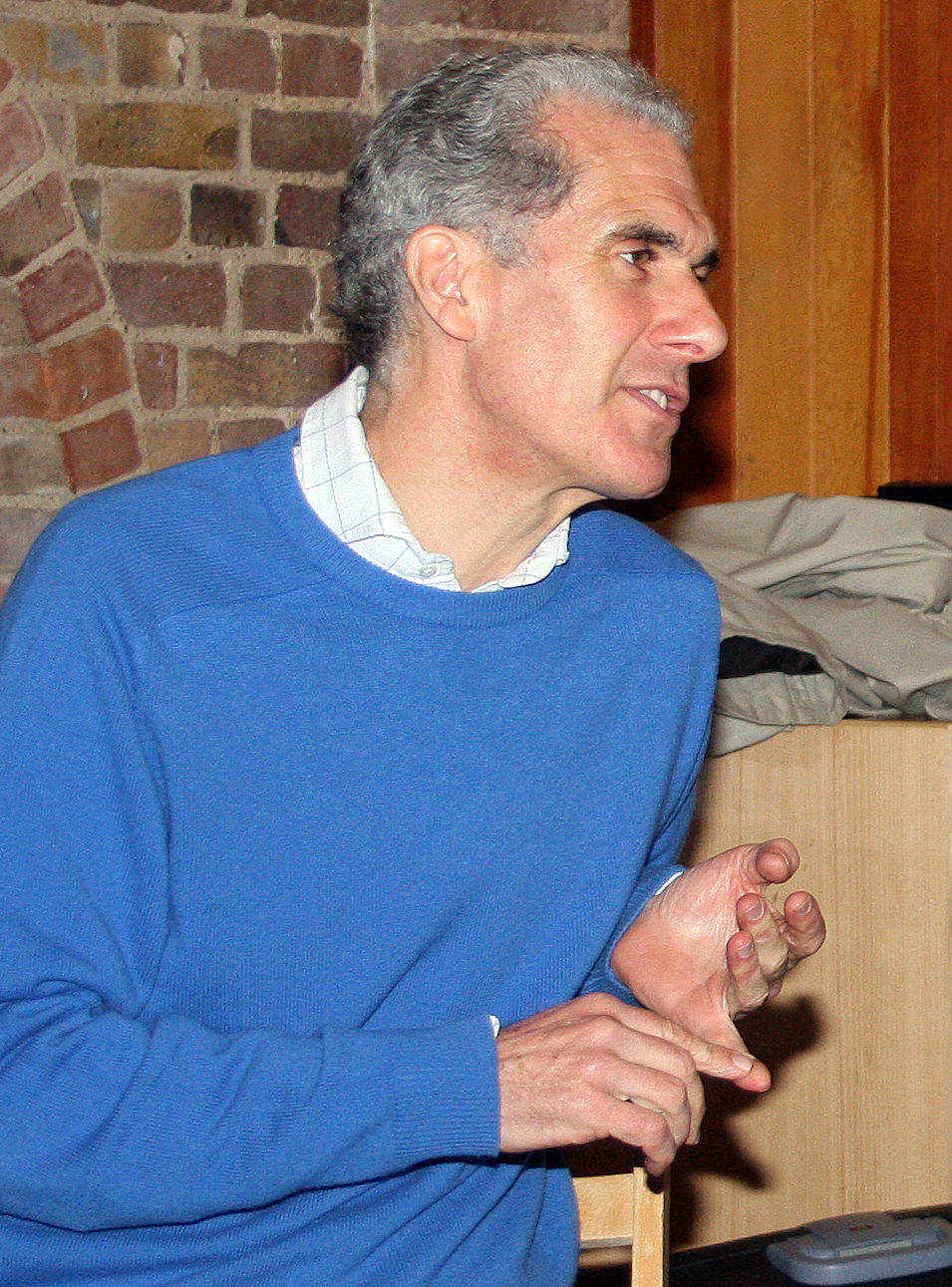
Nicky Gumbel (* 1955)

- Gümbel, Otto (1876–1943), deutscher Eisenbahner und SA-Führer
- Gümbel, Rudolf (1930–2008), deutscher Wirtschaftswissenschaftler
- Gumbel, Siegfried (1874–1942), deutscher Rechtsanwalt
- Gümbel, Wilhelm Theodor (1812–1858), deutscher Botaniker
- Gumberger, Nikolaus (1822–1898), bayerischer Vedutenmaler
- Gumbert († 795), Bischof von Würzburg
- Gumbert, Arthur (1877–1942), deutscher Rechtsanwalt
- Gumbert, Ferdinand (1818–1896), deutscher Komponist, Gesangspädagoge und Musikkritiker
- Gumbert, Johan Peter (1936–2016), niederländischer Historiker
- Gumbi, Leslie M. (1959–2012), südafrikanischer Politiker und Diplomat
- Gumbleton, John (* 1967), US-amerikanischer Admiral
- Gumbleton, Thomas (1930–2024), US-amerikanischer Theologe und Weihbischof im Erzbistum Detroit
- Gumbonzvanda, Nyaradzayi, simbabwische Juristin und Menschenrechtsexpertin
- Gumbrecht, Hans Ulrich (* 1948), deutsch-amerikanischer LiteraturwissenschaftlerHans Ulrich Gumbrecht (* 1948)

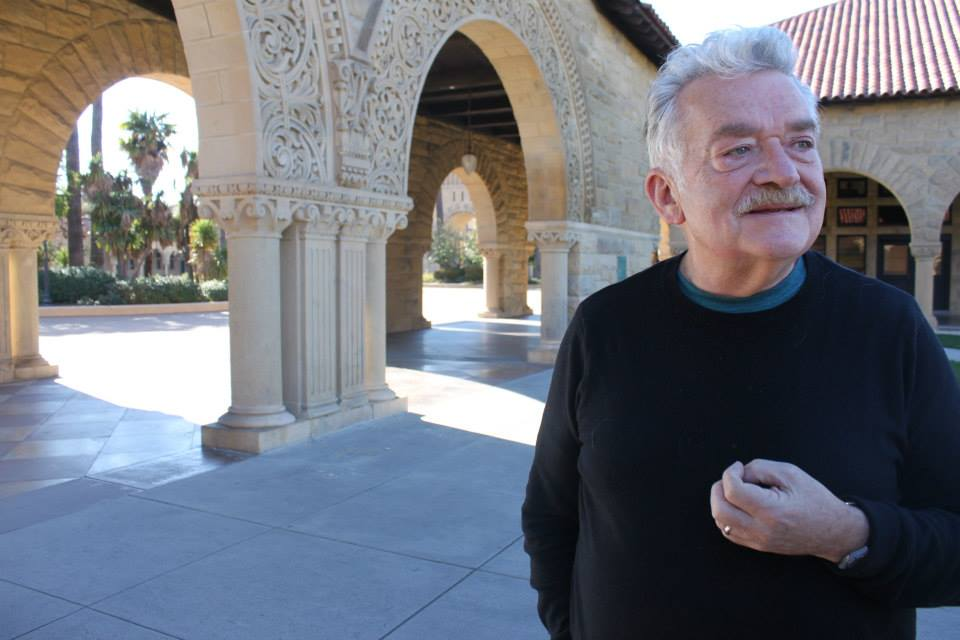
Hans Ulrich Gumbrecht (* 1948)

- Gumbs, Djimon (* 2000), britischer Leichtathlet (Britische Jungferninseln)
- Gumbs, Emile (1928–2018), anguilanischer Politiker, Chief Minister
- Gumbs, Evan (* 1964), anguillanischer Politiker
- Gumbs, Idalia (1933–2000), anguillanische Politikerin
- Gumbs, Ieva (* 1994), litauische Leichtathletin
- Gumbs, Keith (* 1972), Fußballspieler von St. Kitts und Nevis
- Gumbs, Onaje Allan (1949–2020), US-amerikanischer Jazz-Pianist, Keyboarder und Arrangeur
- Gumbs, Tynelle (* 1998), britische Leichtathletin (Britische Jungferninseln)
- Gumbsch, Peter (* 1962), deutscher Materialwissenschaftler und Physiker

### Gume
- Gumede, Archie (1914–1998), südafrikanischer Politiker, Anwalt und Anti-Apartheid-Aktivist
- Gumede, Elizabeth Komikie (1921–2016), südafrikanische Kämpferin gegen das Apartheidsregime
- Gumede, Josiah Tshangana (1867–1946), südafrikanischer Politiker, Anti-Apartheidskämpfer, Präsident des ANC
- Gumede, Sipho (1952–2004), südafrikanischer Musiker
- Gumel, Habu (* 1949), nigerianischer Sportfunktionär
- Gümeli, Cemre (* 1993), türkische Schauspielerin
- Gumenick, Amy Jaclyn (* 1986), US-amerikanische Schauspielerin
- Gumenjuk, Irina Borissowna (* 1988), russische Dreispringerin
- Gumenjuk, Mark (* 2000), deutscher Volleyballspieler
- Gumer, Franz von (1731–1794), Bürgermeister von Bozen und Gründer einer Freimaurerloge in Bozen
- Gumerum, Ernst (1928–2001), deutscher Politiker (SPD), MdL Bayern
- Gumery, Charles (1827–1871), französischer Bildhauer des akademischen Realismus

### Gumi
- Gumi, Abubakar (1922–1992), islamischer Reformer in Nigeria
- Gumiela, Polina (1981–2021), bulgarische Filmregisseurin
- Gumienny, Serge (* 1972), belgischer Fußballschiedsrichter
- Gumiero, Giovanni (* 1955), italienischer Admiral
- Gumilar, Jernej (* 2003), slowenischer Sprinter
- Gumilewski, Filaret (1805–1866), russisch-orthodoxer Erzbischof, Kirchenhistoriker und Theologe
- Gumilewski, Georgi Konstantinowitsch (1902–1975), sowjetischer Theaterschauspieler und Filmschauspieler
- Gumiljow, Lew Nikolajewitsch (1912–1992), russischer Historiker und Ethnologe
- Gumiljow, Nikolai Stepanowitsch (1886–1921), russischer Dichter des Silbernen Zeitalters und einer der Protagonisten der literarischen Richtung des AkmeismusNikolai Stepanowitsch Gumiljow (1886–1921)

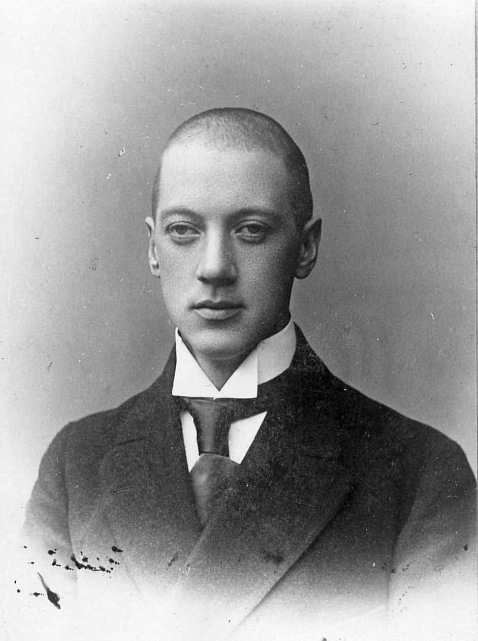
Nikolai Stepanowitsch Gumiljow (1886–1921)

- Gumilla, Joseph (1686–1750), spanischer Jesuit
- Gumin, Heinz (1928–2008), deutscher Mathematiker und Informatiker
- Gumina, Tommy (1931–2013), US-amerikanischer Jazz-Akkordeonist
- Guminer, Jakow Moissejewitsch (1896–1942), sowjetischer Maler und Grafiker
- Gumiński, Polikarp (* 1820), polnischer Maler

### Gumk
- Gumkowski, Janusz (1905–1984), polnischer jüdischer Jurist und Historiker

### Guml
- Gumlich, Ernst (1859–1930), deutscher Physiker
- Gumlich, Gotthold Albert (1825–1902), Pfarrer und Lehrer
- Gumlich, Hans-Eckhart (1926–2013), deutscher Physiker
- Gumlich, Rolf (* 1932), deutscher Journalist und Drehbuchautor
- Gumlich-Kempf, Anna (1860–1940), deutsche Malerin

### Gumm
- Gummarus, Eremit und Heiliger
- Gummel, Dietmar (* 1949), deutscher Architekt, Stadtplaner, Denkmalpfleger, Architekturhistoriker, Autor
- Gummel, Hans (1891–1962), deutscher Prähistoriker und Museumsleiter
- Gummel, Hans (1908–1973), deutscher Chirurg und Onkologe
- Gummel, Hermann (1923–2022), deutscher Physiker
- Gummel, Margitta (1941–2021), deutsche Leichtathletin und Olympiasiegerin
- Gummelt, Beate (* 1968), deutsche Geherin
- Gummelt, Bernd (* 1963), deutscher Leichtathlet
- Gummelt, Volker (* 1963), deutscher Theologe und Professor für Kirchengeschichte
- Gummer, Dieter (* 1951), deutscher Politiker
- Gummer, Don (* 1946), US-amerikanischer Bildhauer
- Gummer, Grace (* 1986), US-amerikanische Schauspielerin
- Gummer, John (* 1939), britischer Politiker (Conservative Party), Mitglied des House of Commons
- Gummer, Mamie (* 1983), US-amerikanische SchauspielerinMamie Gummer (* 1983)

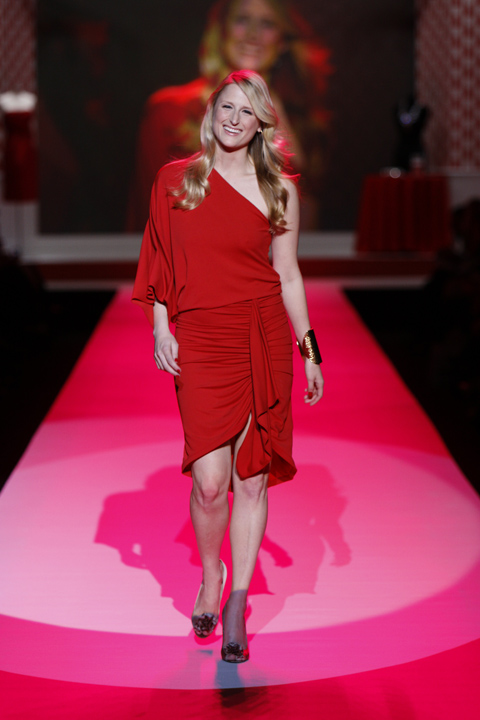
Mamie Gummer (* 1983)

- Gummer, Peter (1940–2019), deutscher Richter
- Gummer, Peter, Baron Chadlington (* 1942), britischer Geschäftsmann
- Gummer, Phyllis (1919–2005), kanadische Komponistin von E-Musik
- Gummersall, Devon (* 1978), US-amerikanischer Schauspieler
- Gummert, Fritz (1895–1963), deutscher Industriemanager
- Gummert, Jan (* 1963), deutscher Herzchirurg und Hochschullehrer
- Gummerus, Herman (1877–1948), finnischer Historiker und Diplomat
- Gummich, Anne-Kathrin (* 1964), deutsche Schauspielerin, Theaterregisseurin und Schauspieldozentin
- Gummich, Luan (* 1989), deutsch-brasilianischer Schauspieler
- Gummich, Nina (* 1991), deutsche SchauspielerinNina Gummich (* 1991)

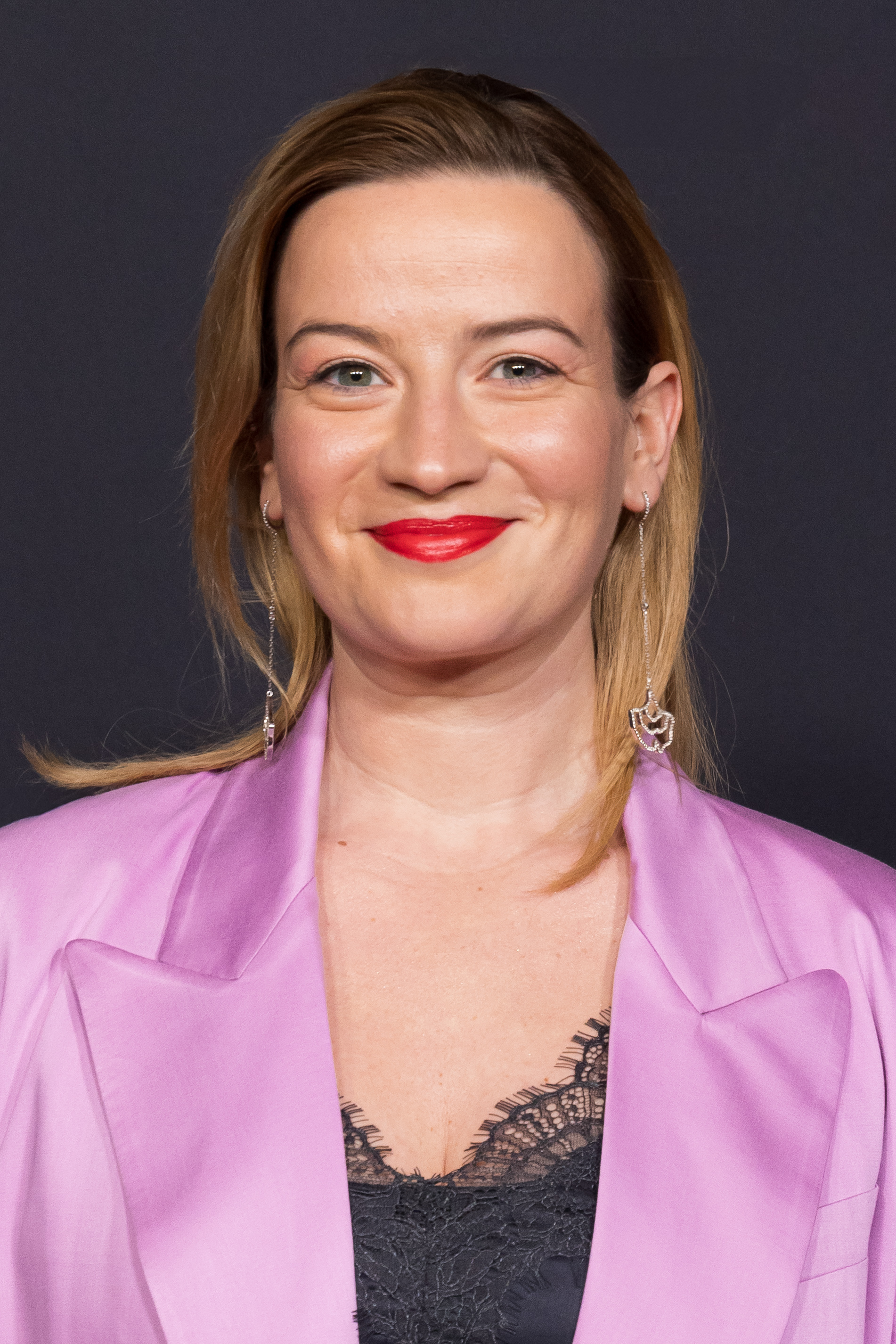
Nina Gummich (* 1991)

- Gummlich, Hans-Peter (* 1950), deutscher Fußballspieler
- Gummy (* 1981), südkoreanische R&B- und Pop-Sängerin

### Gumn
- Gumnior, Klaus (* 1942), deutscher Redakteur und Verleger
- Gumnior, Lena (* 1992), deutsche Politikerin (Bündnis 90/Die Grünen), MdB
- Gumny, Robert (* 1998), polnischer Fußballspieler

### Gump
- Gump, Ferdinand (1844–1873), deutscher Raubmörder, Teil der Donaumoosräuber
- Gümpel, Charles Godfrey (1835–1921), Konstrukteur eines Schachautomaten
- Gumpel, Gustav (1889–1952), deutscher Jurist, Bankier und Industrieller
- Gumpel, Hermann (1862–1935), deutscher Bankier und Unternehmer, jüdischer Emigrant 1933
- Gumpel, Julius (1865–1942), deutscher Wirtschaftsführer, Kommerzienrat, Bankier und Unternehmer in der Kaliindustrie
- Gumpel, Kurt (1896–1972), deutscher Wirtschaftsführer, Bankier und Konsul von Österreich
- Gumpel, Lazarus (1770–1843), deutscher Kaufmann und Stifter
- Gumpel, Liselotte (1936–2015), deutsch-amerikanische Germanistin und Hochschullehrerin
- Gumpel, Ludwig (1860–1935), deutscher Bankier
- Gumpel, Max (1890–1965), schwedischer Bauunternehmer
- Gumpel, Peter (1923–2022), deutscher Jesuit, Kirchenhistoriker, Hochschullehrer und Kurienbeamter
- Gumpel, Werner (* 1930), deutscher Hochschullehrer für Wirtschaft und Gesellschaft Südosteuropas
- Gumpelzhaimer, Adam (1559–1625), deutscher Komponist, Musiklehrer und -theoretiker
- Gumpelzhaimer, Christian Gottlieb (1766–1841), deutscher Jurist und Historiker
- Gumpenberger, Franz (* 1943), österreichischer Jurist, Moderator und Heimatforscher
- Gumpenberger, Hugo (1865–1941), österreichischer Bauer und Politiker, Landtagsabgeordneter
- Gumpenhuber, Johann Baptist (* 1710), österreichischer Pantaleon-Virtuose und Komponist
- Gumpert († 1149), Benediktinerabt
- Gumpert von Brandenburg-Ansbach-Kulmbach (1503–1528), Domherr von Bamberg, päpstlicher Gesandter
- Gumpert, Bruno (1907–1960), österreichischer Segelflugpionier und Flugzeugkonstrukteur
- Gumpert, Christiane (* 1935), deutsche Malerin und Restauratorin
- Gumpert, Friedrich (1841–1906), deutscher Hornist und Professor
- Gumpert, Fritz (1892–1933), deutscher Arbeiter und Widerstandskämpfer gegen den Nationalsozialismus
- Gumpert, Günther (1919–2019), deutsch-amerikanischer Maler
- Gumpert, Martin (1897–1955), deutsch-amerikanischer Mediziner und Schriftsteller
- Gumpert, Peter Klaus (1938–2023), deutscher Boxer
- Gumpert, Roland (* 1944), deutscher Maschinenbauingenieur und UnternehmerRoland Gumpert (* 1944)

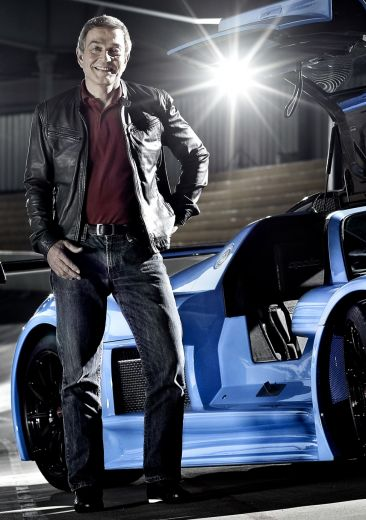
Roland Gumpert (* 1944)

- Gumpert, Steffen (* 1975), deutscher Zeichner und Autor
- Gumpert, Thekla von (1810–1897), deutsche Kinder- und Jugendschriftstellerin
- Gumpert, Thomas (1952–2021), deutscher Schauspieler
- Gumpert, Ulrich (* 1945), deutscher Jazzpianist und Komponist
- Gumpertz, Moses Salomon († 1742), jüdischer Mediziner
- Gumperz, Aaron Samuel (1723–1769), deutscher Mediziner, Mathematiker und Philosoph
- Gumperz, John J. (1922–2013), US-amerikanischer Linguist und Anthropologe
- Gumperz, Julian (1898–1972), US-amerikanischer Soziologe, Publizist, Übersetzer
- Gumpinger, Otto (* 1956), österreichischer Politiker (ÖVP), Landtagsabgeordneter
- Gumplinger, Sebastian (* 1988), deutscher Eishockeyspieler
- Gumplmaier, Erich (1947–2015), oberösterreichischer Politiker (SPÖ) und Bundesrat
- Gumplmayer, Hans (1884–1969), österreichischer Politiker (SPÖ), Abgeordneter zum Nationalrat
- Gumplowicz, Ludwig (1838–1909), polnisch-österreichischer Jurist und Soziologe
- Gumpold von Passau († 932), Bischof von Passau
- Gumpold, Andreas (* 1961), österreichischer Skilangläufer
- Gumpold, Josef (1908–1942), österreichischer Skispringer
- Gumpold, Petra (* 1973), österreichische Schauspielerin
- Gumposch, Philipp Viktor (1817–1853), deutscher Literaturhistoriker
- Gumpp, Christoph der Jüngere (1600–1672), österreichischer Hoftischler und Hofbaumeister
- Gumpp, Georg Anton (1682–1754), österreichischer Architekt
- Gumpp, Ignatius (1691–1763), deutscher Benediktiner, Theologe, Prior, Propst und Geschichtsschreiber
- Gumpp, Johann Anton (1654–1719), österreichischer Maler
- Gumpp, Johann Martin der Ältere (1643–1729), österreichischer Architekt
- Gumpp, Johann Martin der Jüngere (1686–1765), österreichischer Architekt
- Gumppenberg, Anton von (1787–1855), bayerischer General der Infanterie, Kriegsminister
- Gumppenberg, Dietrich von (1941–2021), deutscher Unternehmer und Politiker (FDP), MdL
- Gumppenberg, Georg von († 1515), Rat und Hofmarschall des bayerischen Herzogs
- Gumppenberg, Hanns von (1866–1928), deutscher Schriftsteller und Theaterkritiker
- Gumppenberg, Hubert von (1855–1938), deutscher Verwaltungsjurist
- Gumppenberg, Huberta von (1910–1999), deutsche Sozialarbeiterin und Religionspädagogin
- Gumppenberg, Johannes von (1891–1959), deutscher Landwirt
- Gumppenberg, Joseph von (1798–1855), bayerischer Generalmajor und Festungskommandant
- Gumppenberg, Levin von (1907–1989), deutscher Kunsthistoriker und Jurist sowie bayerischer Ministerialbeamter
- Gumppenberg, Max Hildebrand von (1906–1958), deutscher Jurist sowie Politiker (CDU)
- Gumppenberg, Wilhelm (1609–1675), Jesuit und Professor für Theologie, Volksmissionar
- Gumppenberg, Wilhelm von (1795–1847), bayerischer Offizier und Politiker
- Gumppenberg-List, Hertha Schwanhilde von (1897–1954), deutsche Grafikerin und Illustratorin
- Gumprecht I. von Neuenahr, deutscher Adliger
- Gumprecht II. von Neuenahr († 1484), deutscher Adliger und königlicher Hofrichter
- Gumprecht, André (* 1974), deutscher Fußballspieler und -trainer
- Gumprecht, Christian (* 1950), deutscher Politiker (CDU), MdL
- Gumprecht, Ferdinand (1864–1947), deutscher Internist
- Gumprecht, Heiko (* 1970), deutscher Politiker (AfD)
- Gumprecht, Martin (1597–1679), deutscher lutherischer Theologe, Exulant
- Gumprecht, Thaddäus Eduard (1801–1856), deutscher Kaufmann, Geograph und Geologe und Hochschullehrer
- Gumprich, Bertha (1832–1901), deutsch-jüdische Köchin und Kochbuchautorin
- Gumprich, Günther (1900–1943), deutscher Marineoffizier

### Gumr
- Gumrum, Otto (1895–1966), deutscher Politiker (BP, CSU, FVP, DP), MdB

### Gumt
- Gumtz, Roland (* 1958), deutscher Fußballspieler

### Gumu
- Gümülcinelioğlu, Başak (* 1991), türkische Schauspielerin
- Gumuliauskas, Arūnas (* 1958), litauischer Historiker und Politiker
- Gumulya, Beatrice (* 1991), indonesische Tennisspielerin
- Gümüs, Bilal (* 1989), salafistischer Aktivist in Deutschland
- Gümüş, Özkan (* 1977), türkischer Fußballspieler und -trainer
- Gümüş, Samet (* 2001), türkischer Boxer
- Gümüş, Serdar (* 1957), türkischer Karambolagespieler und Europameister
- Gümüş, Serkan (* 1992), türkischer Eishockeyspieler
- Gümüş, Sinan (* 1994), deutsch-türkischer Fußballspieler
- Gümüşay, Ali Aslan (* 1985), Organisationswissenschaftler
- Gümüşay, Kübra (* 1988), deutsche Journalistin, feministische Bloggerin und AutorinKübra Gümüşay (* 1988)

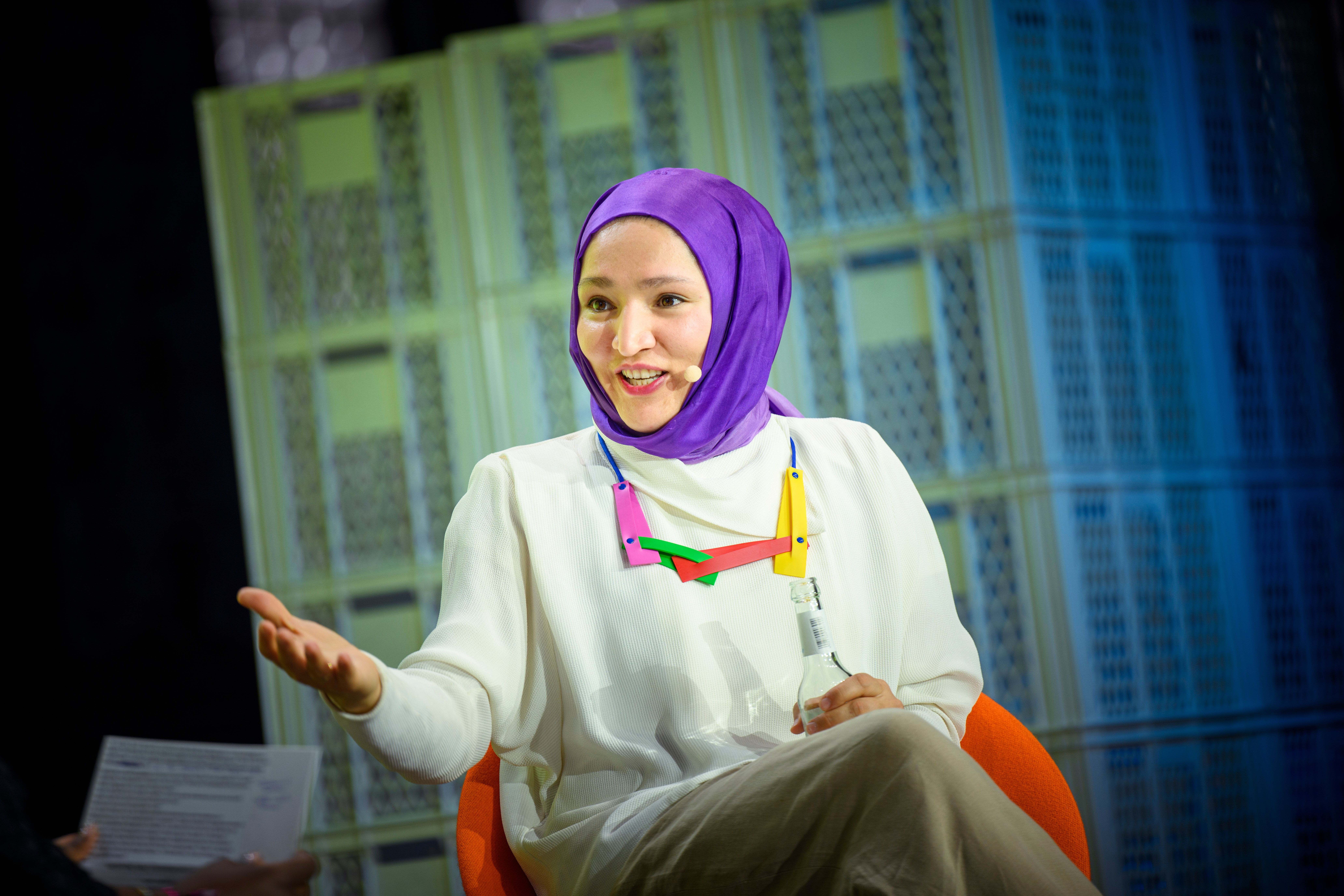
Kübra Gümüşay (* 1988)

- Gümüşdere, Cemil (* 1938), türkischer Fußballspieler
- Gümüşdere, İdris (* 1976), türkischer Fußballspieler
- Gümüşkaya, Emre (* 1988), türkischer Fußballspieler
- Gümüşkaya, Muhammed (* 2001), türkischer Fußballspieler
- Gümüşpala, Ragıp (1897–1964), türkischer General und Politiker
- Gümüşsoy, Sabri (* 1980), türkischer Fußballspieler
- Gümüşsu, Gökhan (* 1989), türkisch-deutscher Fußballspieler
- Gümüşsuyu, Erkan (* 1976), deutsch-türkischer Sänger
- Gümüştürkmen, Cihangir (* 1964), deutsch-türkischer Künstler und Schauspieler

### Gumy
- Gumy, Hernán (* 1972), argentinischer Tennisspieler

### Gumz
- Gumz, Alexander (* 1974), deutscher Lyriker und Übersetzer
- Gumz, Emma (1899–1981), deutsche Wäschereiinhaberin und Gerechte unter den Völkern
- Gumz, Siegfried (* 1940), deutscher Fußballspieler und -trainer